# The Handbook of Texas
Unter dem Titel The Handbook of Texas ist von der Texas State Historical Association (TSHA) eine umfassende, englischsprachige Enzyklopädie zur Geographie, Geschichte und zu für die Geschichte des amerikanischen Bundesstaates bedeutenden Personen veröffentlicht worden.

## Geschichte
Das ursprüngliche Handbook geht auf eine Idee des Historikers und Präsidenten der TSHA, Walter Prescott Webb (1888–1963), zurück, die er an der Fakultät für Geschichte der University of Texas entwickelte. Das Werk erschien 1952 in zwei Bänden, ein Ergänzungsband wurde 1976 veröffentlicht.
1996 erschien auf dieser Grundlage eine auf sechs Bände und mehr als 23.000 Artikel erweiterte Version unter dem Titel New Handbook of Texas (ISBN 0-87611-151-7). Herausgeber waren L. Tuffly Ellis, James W. Pohl und Ron Tyler.
Seit dem 15. Februar 1999 steht der Text des Werkes in einer abermals erweiterten Ausgabe unter dem Titel Handbook of Texas Online online im Internet zur Verfügung. Dabei konnten erforderliche Korrekturen sowie etwa 400 zusätzliche Artikel aufgenommen werden, die bis dahin aus Platzgründen keine Berücksichtigung für die zweite Druckauflage gefunden hatten. Seitdem wird die Internet-Ausgabe kontinuierlich erweitert, im Jahr 2008 enthielt sie bereits mehr als 25.000 Artikel. Das Internet-Ausgabe enthält Artikel zu allgemeinen Themen wie zur Geschichte des US-Bundesstaates Texas seit dem Zweiten Weltkrieg (Texas since World War II), Biographien zu bedeutenden Bürgern des Staates Texas wie dem Politiker und General Samuel Houston und dem Landvermesser W. D. Twichell (1864–1959), zu landwirtschaftlichen Betrieben wie der Matador Ranch und zu geographischen Objekten wie etwa der Stadt Waco.
Viele Wissenschaftler und Hochschullehrer aus Texas, wie etwa Robert A. Calvert, Mitautor des Standardwerkes The History of Texas, haben Beiträge für das Handbook geschrieben.